# Fennicyzacja Helsinek
Fennicyzacja Helsinek – proces przekształcania się szwedzkojęzycznego miasta, w wieloetniczną metropolię ze zdecydowaną dominacją języka fińskiego. Główną siłą napędową była migracja fińskiej ludności z innych regionów kraju w poszukiwaniu pracy i lepszego życia oraz przyswajanie języka fińskiego przez szwedzkojęzyczną klasę wyższą.

## Okres przed XIX wiekiem
Helsinki zostały założone w 1550 roku przez króla Gustawa Wazę w prowincji Uusimaa. W tamtych czasach cały obszar wybrzeża należący do tej prowincji był zamieszkany przez ludność, która w zdecydowanej większości posługiwała się językiem szwedzkim. Byli oni potomkami kolonistów, którzy osiedlali się tam w XIII i XIV wieku i stopniowo asymilowali mieszkających tam Finów, którzy sami często migrowali na północ, chcąc uniknąć płacenia podatków szwedzkiemu królowi. Parafie Espoo i Vantaa w tamtym czasie najprawdopodobniej były dwujęzyczne, a ludność w równym stopniu mówiła po szwedzku i po fińsku. Kilka lat po nadaniu praw miejskim Helsinkom król nakazał części ludności Tammisaari, Porvoo, Ulvila i Rauma przenieść się do nowo powstałego miasta. Z badań lingwisty Heikki Paunonena i innych wynika, że w początkowym okresie funkcjonowania miasta, przeważała w nim ludność mówiąca po fińsku, która dopiero z czasem przyswoiła język szwedzki. Język fiński odgrywał jeszcze wtedy pewną rolę w życiu publicznym i dopiero w późniejszych wiekach jego znaczenie zmalało i zaczęto go uważać wyłącznie za język chłopów. Dokument z 1697 roku wydany przez władze miasta wskazywał, że większość mieszkańców nosiła fińskie nazwiska i posługiwała się tymże językiem i był on powszechnie używany w środowiskach kupieckich, wśród pastorów, a nawet sędziów. Istniał też formalny wymóg znajomości fińskiego przez szwedzkojęzycznych urzędników, jednak nie zawsze był on realizowany.
Zniszczenia spowodowane przez wojnę północną i związanie z nią przemieszczenia ludności zachwiały proporcje językowe. Raporty z 1727 i 1736 roku świadczyły o wyrównanej liczbie osób mówiących po fińsku i szwedzku. Wpływ na to miała również prowadzona od XVII wieku polityka szwedyzacji, która utwierdzała dominację tego języka w administracji, sądownictwie i w kulturze. Budowa twierdzy Suomenlinna prowadzona od 1748 roku znacząco przyspieszyła ten proces. Powstanie licznego garnizonu składającego się głównie z żołnierzy przysłanych ze Szwecji oraz przybywająca stamtąd i osiedlająca się w mieście ludność cywilna doprowadziły do zdecydowanej dominacji języka szwedzkiego. Po fińsku mówiła już stosunkowo nieliczna mniejszość, która także stopniowo przyswajała oficjalny język państwowy. Doszło do sytuacji, że w 1788 roku zakwestionowano konieczność odprawiania nabożeństw w języku fińskim, ponieważ władze miasta uznały, że szwedzkim umieją się posługiwać praktycznie wszyscy mieszkańcy miasta.

## XIX wiek
W 1812 roku Helsinki stały się nową stolicą Finlandii, co zapoczątkowało kulturalny i ekonomiczny rozwój miasta. Był to okres największej dominacji języka szwedzkiego, ponieważ sprzyjał temu napływ z dawnej stolicy Turku urzędników, naukowców i przedstawicieli klasy wyższej. Posługiwała się nim również klasa średnia, a nawet wśród służby i najemnych robotników był szeroko używany, natomiast po fińsku mówiły niemal wyłącznie niższe warstwy społeczeństwa. Relacje z tego okresu wspominały o tym, że ok. 1850 roku było zaledwie kilka fińskojęzycznych rodzin należących do inteligencji. Choć publikacja w 1835 roku fińskiego eposu narodowego Kalevali stanowiła punkt zwrotny dla fińskiego ruchu narodowego, początkowo nie zachwiało to dominacją języka szwedzkiego w życiu publicznym. Rosła liczba ludności miasta i stale osiedlali się w nim imigranci, ale pochodzili głównie z okolicznych szwedzkojęzycznych gmin. Według rejestrów z lat 1820-1852 pochodziło z nich trzy czwarte nowo osiedlających się mieszkańców. Pozostali szybko uczyli się języka większości i zwykle przyjmowali szwedzkie nazwiska. Dzieci z mieszanych małżeństw z reguły były zapisywane do szwedzkojęzycznych parafii oraz szkół i posługiwały się tym językiem jako ojczystym, choć znajomość fińskiego nie była im obca. Źródła z tamtego okresu wspominają, że wiele osób wstydziło się mówić po fińsku i w życiu publicznym posługiwało się szwedzkim, który cieszył się dużym prestiżem i uważano go za przepustkę do awansu społecznego.
W związku z przyłączeniem Finlandii do Rosji w 1809 roku miał miejsce napływ Rosjan, z których wielu zajmowało ważne stanowiska w administracji. Przez cały XIX wiek istniała też nieliczna mniejszość niemiecka, która była szczególnie liczna wśród miejskiej arystokracji. Mniej liczni byli Polacy, którzy byli głównie żołnierzami służącymi w carskiej armii. Wraz ze wzrostem liczby mieszkańców Helsinek, odsetek przedstawicieli tych mniejszości stopniowo malał.
Postulaty głoszone przez ruch Fennomanów, na czele których stał Johan Vilhelm Snellman, doprowadziły do rozwoju fińskojęzycznej prasy i uświadomiły potrzebę zrównania ze szwedzkim języka, którym mówiła większa część ludności kraju. Jego główne hasło brzmiało: "Szwedami już nie jesteśmy, Rosjanami nie możemy być, bądźmy więc Finami". Na Uniwersytecie Helsińskim dochodziło do zażartych sporów o rolę, jaką powinien pełnić język fiński. Wieloletnie wysiłki ruchu Fennomanów doprowadziły do wydania w 1863 roku edyktu, który nadawał fińskiemu status języka urzędowego, zrównując go ze szwedzkim. Zaczął on obowiązywać w sądach, urzędach, a także w średnim i wyższym szkolnictwie. Nastąpił burzliwy rozwój literatury i prasy fińskiej, a wśród szwedzkojęzycznej klasy wyższej zaczęła się budzić świadomość narodowa, która zaczęła uczyć się języka fińskiego, a z czasem posługiwać się nim w życiu codziennym. Wiązała się z tym też fennicyzacja nazwisk. Stopniowy rozwój przemysłu skłonił do osiedlania się w Helsinkach chłopów z bardziej odległych części kraju, którzy mówili wyłącznie po fińsku. Sprawiło to, że zaistniała potrzeba tworzenia dla nich szkół i odprawiania nabożeństw w zrozumiałym dla nich języku. Wciąż posługiwały się nim głównie niższe warstwy społeczeństwa. Według statystyk z 1870 roku po fińsku mówiło jedynie 6% fińskiej arystokracji (po szwedzku 75%), 25% przedstawicieli drobnej burżuazji i 34% klasy robotniczej, a ogółem ludność fińskojęzyczna stanowiła 25,9% mieszkańców. Stale jednak wzrastał odsetek osób, dla których fiński był językiem ojczystym, a w 1890 roku grupa ta stała się większością. Szczególnie dominowała ona w robotniczej dzielnicy Kallio i na obrzeżach miasta, jednak w leżącym w centrum miasta Kruununhaka wciąż zdecydowanie dominowała ludność szwedzkojęzyczna.O ile w 1880 roku na obrzeżach miasta po fińsku mówiło ok. 50% ludności, o tyle w scisłym centrum ok. 25%. Wzrastał też odsetek osób, którzy na co dzień posługiwali się obydwoma językami, a tendencja ta nasiliła się na początku XX wieku. Szczególnie rozwijała się znajomość fińskiego wśród osób mówiących po szwedzku. W 1930 roku już 82% z nich znało również fiński. Stały napływ ludności i interakcje pomiędzy dwiema głównymi grupami językowymi doprowadziły do powstania tzw. slangu helsińskiego, który początkowo dużo czerpał ze szwedzkiego słownictwa, ale z czasem większość słów brano z fińskich dialektów, a w drugiej połowie XX wieku także angielskiego.

## XX wiek i czasy obecne
Na początku XX wieku język fiński dominował już we wszystkich dziedzinach życia publicznego, a następne dekady przyniosły dalszy spadek znaczenia szwedzkiego. Doszło do sytuacji, w której to fiński cieszył się większym prestiżem. Początkowo mówienie tym językiem uznawano za patriotyczny obowiązek i przejaw rozwoju ruchu narodowego, a z czasem działo się tak ze względów pragmatycznych, ponieważ dominował on już we wszystkich grupach społecznych. Po odzyskaniu przez Finlandię niepodległości w 1917 roku parlament formalnie potwierdził równoprawność obydwu języków w życiu publicznym państwa, co zostało zagwarantowane w uchwalonej 2 lata później konstytucji. Odzyskanie niepodległości spowodowało niemal zupełny odpływ Rosjan i Polaków z miasta, sprawiając że miasto było zamieszkane niemal wyłącznie przez Finów, dla których językami ojczystymi były zarówno fiński jak i szwedzki. Po II wojnie światowej Helsinki wraz okolicznymi miejscowościami Espoo, Vantaa i Kauniainen zaczęły tworzyć metropolię, co wiązało się z dynamicznym wzrostem ludności i fennicyzacją okolic miasta, a także całego południowego wybrzeża Finlandii, które było atrakcyjnym ekonomicznie miejscem. Zaistniała konieczność stworzenia w latach 50. fińskich odpowiedników dla punktów topograficznych posiadających oficjalnie tylko szwedzką nazwę. Przemiany społeczne i demograficzne w niektórych miejscach były tak silne, że o ile pod koniec XIX wieku po szwedzku mówiło prawie 90% ludności, 100 lat później mniej niż 10%.
Tendencją, która zarysowała się pod koniec XX wieku i na początku XXI jest napływ do Helsinek ludności spoza kraju, wśród której największy odsetek stanowili Estończycy i Rosjanie, ale zdarzali się też imigranci spoza Europy. Na tle innych stolic europejskich odsetek cudzoziemców jest jednym z najniższych, a większość z nich stopniowo przyswaja dominujący w mieście język fiński, a w niewielkim stopniu uczy się też szwedzkiego.
| 1560 | 1700    | 1750    | 1780    | 1820    | 1850    | 1870  | 1880  | 1890  | 1900  | 1920  | 1930  | 1950  | 1960  | 1970  | 1980 | 1990 | 2000 | 2010 |
| ---- | ------- | ------- | ------- | ------- | ------- | ----- | ----- | ----- | ----- | ----- | ----- | ----- | ----- | ----- | ---- | ---- | ---- | ---- |
| <40% | ok. 40% | ok. 50% | ok. 60% | ok. 80% | ok. 70% | 57,0% | 52,7% | 45,6% | 42,5% | 33,2% | 28,5% | 19,0% | 14,4% | 10,6% | 9,3% | 7,7% | 6,5% | 6,0% |